# Daniel Lingenauber
Daniel Lingenauber (* 14. März 1991) ist ein deutscher Skeletonsportler.
Daniel Lingenauber ist Auszubildender und lebt in Olsberg. Der Athlet der RSG Hochsauerland begann 2004 mit dem Skeletonsport. Noch im selben Jahr nah er erstmals an deutschen Juniorenmeisterschaften teil, bei denen er 14. wurde. 2008 konnte er den Titel gewinnen. Seit der Saison 2008/09 startet Lingenauber auch international. Sein erstes Rennen bestritt er zum Auftakt der Saison in Winterberg auf seiner Heimbahn, wo er hinter Sebastian Haupt und John Daly in seinem ersten Rennen nicht nur sofort als Drittplatzierter das Podest erreichte, sondern auch sein bislang bestes Resultat im Europacup erreichte. Er kam in sieben der acht  Saisonrennen zum Einsatz und erreichte dabei dreimal einstellige Platzierungen, dabei verschlechterten sich die Platzierungen jedoch im Laufe der Saison stetig. In der Gesamtwertung wurde der Sauerländer Siebter. In der Saison 2009/10 wurde Lingenauber erneut in sieben von acht Rennen eingesetzt und erreichte erneut dreimal Top-Ten-Platzierungen, stand aber im Schatten der drei anderen deutschen Starter Alexander Kröckel, Christian Baude und Alexander Rotte, die die drei ersten Plätze der Gesamtwertung erreichten. Die Saison 2010/11 begann mit Rennen im Skeleton-America’s-Cup. In Park City konnte er sich beim ersten Rennen der Saison und zugleich bei seinem ersten Rennen in dieser Wettbewerbsserie erneut hinter Kröckel und Pawel Tschujko auf den dritten Rang platzieren.